# Волхонское шоссе
Волхо́нское шоссе — шоссе, пролегающее по территории Санкт-Петербурга (юго-западная часть) и Ленинградской области южнее аэропорта «Пулково». Проходит от Ленинградского шоссе в посёлке Александровская в направлении на северо-запад до Санкт-Петербургского шоссе в посёлке Стрельна. Протяжённость — 27,1 км.

## История
Шоссе носит современное название с 1845 года. Одна из загородных «императорских дорог». Было проложено как прямая дорога между двумя императорскими резиденциями, Царским Селом и Петергофом. Проходит через Красное Село, где до I мировой войны располагались летние лагеря гвардейских полков, часто посещавшиеся императорами. После 1917 года стало обычной дорогой местного значения. После 1945 года железнодорожный переезд при пересечении Балтийской железной дороги был ликвидирован, сейчас Волхонское шоссе фактически заканчивается в Стрельне, продолжаясь улицей Связи. Участок Волхонского шоссе к северу от Балтийской железной дороги полностью заброшен и местами зарос кустарником, но формально этот участок шоссе продолжает существовать.
В феврале 2025 года проходил капитальный ремонт участка от Фронтовой улицы до улицы Энгельса с созданием полноценных тротуаров.
Волхонское шоссе используется в качестве правительственной трассы, по которой высшие руководители России и их гости направляются из аэропорта «Пулково» в Константиновский дворец; путь ко дворцу с Волхонского шоссе переходит на Красносельское шоссе, при пересечении которого с железной дорогой построен путепровод. В отсутствие правительственных кортежей эта трасса используется обычным образом.

## Населённые пункты
Шоссе пролегает через следующие населённые пункты и исторические районы Санкт-Петербурга (с востока на запад):
- Пушкин
- Александровская
- Сергиево
- Стрельна
- Петергоф

## Здания и сооружения

### Александровская
- д. 7 — Отель Спа «Старый Замок»
- д. 33

1. Муниципальный Совет МО «Поселок Александровская»
2. Библиотека, филиал № 7 ЦБС Пушкинского района
3. Отделение почтовой связи пос. Александровская
4. Северо-Западный банк Сбербанка России, Пушкинское отделение № 2009/0453

- д. 43 — продовольственный магазин
- д. 81/1 — ООО Торговый Дом «СтройУдача»

### Санкт-Петербург
- д. 1

1. Южное кладбище
2. Часовня Святителя Тихона, Патриарха Московского

- д. 4Б — ЗАО «Электрон»

### Стрельна
- д. 6 — ООО «Океан»
- д. 10 — ЗАО «Балтийский Трест»
- д. 26 — ГОУСОШ Школа № 413 Петродворцового района

## Пересекает следующие улицы и проспекты
С востока на запад:

### Александровская
- Ленинградское шоссе — начало Волхонского шоссе 59°43′41″ с. ш. 30°21′22″ в. д.HGЯO
- Кузьминское шоссе 59°43′42″ с. ш. 30°21′19″ в. д.HGЯO
- Соболевская дорога 59°43′42″ с. ш. 30°21′19″ в. д.HGЯO
- Ручейный пер. 59°43′44″ с. ш. 30°21′13″ в. д.HGЯO
- Косой пер. 59°43′49″ с. ш. 30°21′00″ в. д.HGЯO
- Сельский пер. 59°43′52″ с. ш. 30°20′51″ в. д.HGЯO
- Пионерский пер. 59°43′54″ с. ш. 30°20′44″ в. д.HGЯO
- Торговый пер. 59°43′55″ с. ш. 30°20′43″ в. д.HGЯO
- Привокзальная ул. 59°43′56″ с. ш. 30°20′39″ в. д.HGЯO
- Рабочий пер. 59°43′57″ с. ш. 30°20′38″ в. д.HGЯO
- Гатчинская (Варшавская) железная дорога (переезд) 59°43′59″ с. ш. 30°20′30″ в. д.HGЯO
- ул. Новые Места 59°44′01″ с. ш. 30°20′24″ в. д.HGЯO
- 1-я линия 59°44′02″ с. ш. 30°20′23″ в. д.HGЯO
- ул. Возрождения 59°44′03″ с. ш. 30°20′19″ в. д.HGЯO
- ул. Ильича 59°44′04″ с. ш. 30°20′16″ в. д.HGЯO
- 3-я линия 59°44′06″ с. ш. 30°20′12″ в. д.HGЯO
- Советский пер., Интернациональная ул. 59°44′07″ с. ш. 30°20′09″ в. д.HGЯO
- 4-я линия 59°44′08″ с. ш. 30°20′06″ в. д.HGЯO
- ул. Третьей Пятилетки 59°44′10″ с. ш. 30°20′01″ в. д.HGЯO
- 5-я линия 59°44′10″ с. ш. 30°20′00″ в. д.HGЯO
- Краснокутская ул. 59°44′19″ с. ш. 30°19′35″ в. д.HGЯO
- Окружная ул. 59°44′20″ с. ш. 30°19′34″ в. д.HGЯO

### Пушкин
- Пулковское шоссе — Волхонский путепровод (открыт 1 сентября 2011 года[3]59°44′40″ с. ш. 30°18′35″ в. д.HGЯO

### Сергиево
- Красная ул.
- ул. Матросова
- Рабочая ул.
- ул. Бабанова
- ул. Хмельницкого
- Ленинградская ул.
- ул. Карла Либкнехта
- ул. Калинина
- Вольновская ул.
- ул. Красных Курсантов
- Волхонский пер.
- Новая ул.
- ул. Карла Маркса
- Дмитриевская ул.
- пр. Ленина
- Новая ул. (2)
- ул. Мичурина
- ул. Щорса
- ул. Тимирязева
- ул. Урицкого
- Пензенский пер.
- ул. Минина
- ул. Жертв Революции
- Красносельское шоссе

### Стрельна
- ул. Нижняя Колония
- Старо-Нарвское шоссе
- Фронтовая ул.
- Гражданская ул.
- ул. Коммуны
- Новая ул.
- Народная ул.
- Волхонский проезд
- ул. Труда
- Школьный пер.
- Вокзальная ул.
- ул. Мира
- пер. Связи
- ул. Достоевского
- Санкт-Петербургское шоссе

### В Ленинградской области
- ул. Коммунаров
- Таллинское шоссе — сквозного проезда нет с 1 декабря 2010 г.[4] Движение осуществляется по КАД через две двухуровневые развязки: КАД/Таллинское шоссе (открыта в конце ноября 2010 года[5]) и КАД/продолжение дороги на ЛЭМЗ (открыта в конце ноября 2010 года[6])

## Пересекает следующие реки и каналы
С востока на запад:
- Пулковка 59°45′15″ с. ш. 30°17′01″ в. д.HGЯO
- Большая Койровка 59°46′26″ с. ш. 30°13′39″ в. д.HGЯO
- Малая Койровка 59°46′35″ с. ш. 30°13′14″ в. д.HGЯO
- Лиговский канал 59°47′27″ с. ш. 30°10′47″ в. д.HGЯO
- р. Дудергофка 59°47′44″ с. ш. 30°09′59″ в. д.HGЯO
- р. Кикенка 59°50′20″ с. ш. 30°02′38″ в. д.HGЯO
- р. Стрелка 59°50′33″ с. ш. 30°01′59″ в. д.HGЯO

## Транспорт

### Александровская
- Автобусы: 155, 377, 378
- Ж/д платформы: Александровская (320 м.)

### Пушкин
- Автобусы: 377, 378

### Ленинградская область
- Автобусы: 108, 147, 195

### Сергиево
- Автобусы: 129, 129А, 461, 462
- Маршрутные такси: 635, 486В
- Ж/д платформы: Сергиево (1010 м.)

### Стрельна
- Автобусы: 163, 486, 636, 653А
- Ж/д платформы: Стрельна (380 м.), Красные Зори (530 м.)

## Галерея
- Пересечение с Таллинским шоссе
- Волхонское шоссе в 2 км от Таллинского шоссе
- Заброшенный участок Волхонского шоссе между Стрельной и Петергофом